# Lápi szénalepke
A lápi szénalepke (Coenonympha hero)  a rovarok (Insecta) osztályának a lepkék (Lepidoptera) rendjéhez, ezen belül a tarkalepkefélék (Nymphalidae) családjához tartozó faj. Közép-Európában, Észak-Európában és Ázsiában fordul elő, ligeterdők szélén, vizes élőhelyeken, 750 méter tszf.-ig. Magyarországon kipusztult, esetleg nem is volt honos.

## Jellemzése
A lápi szénalepke szárnyának fesztávolsága kb. 38–40 mm. A szárny felszíne szürkésbarna, a hátsó szárnyon narancssárga gyűrűjű szemfoltokkal. A fonák sötét sárgásbarna alapszínét a hátsó szárnyon narancssárga gyűrűs, sötét szemfoltok sora díszíti, melyek mellett hullámos szélű fehér vonal fut el. Mindkét szárny fonákjának külső szegélyénél egy narancssárga és egy világos vonalat találunk.

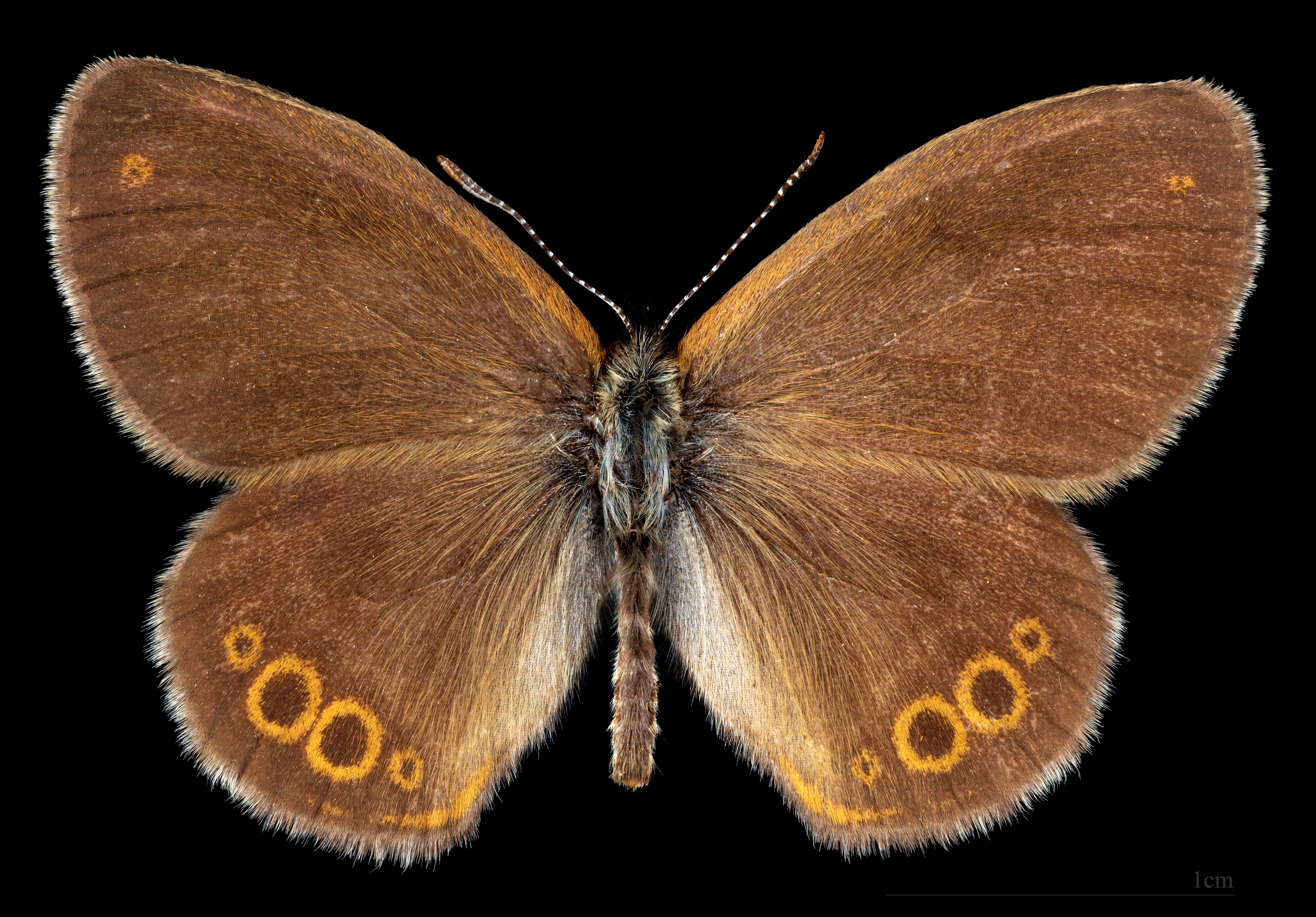
Coenonympha hero ♂
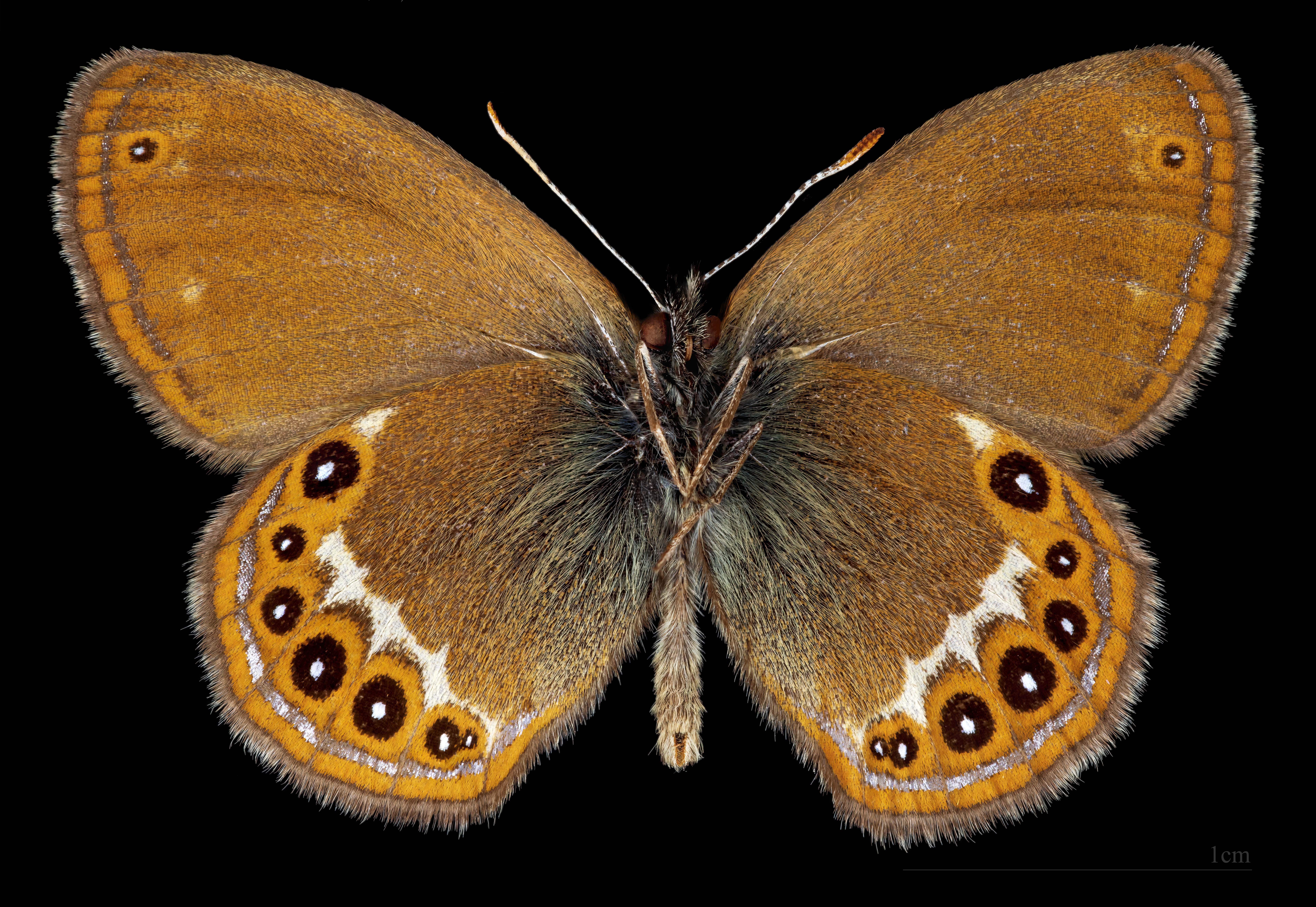
Coenonympha hero ♂△

Május–júniusban repül ki egyetlen generációjuk.
A hosszában világoszöld-sötétzöld csíkozású hernyó hossza kb. 25 mm lehet. A hernyó áttelel, tavasszal tovább táplálkozik, majd májusban bábozódik be, 2–3 hét időtartamra.
Tápnövényei fűfélék, köztük a homoki hajperje (Elymus arenarius).

## Hasonló fajok
Az ezüstsávos szénalepke (Coenonympha oedippus) szemfoltjai nem narancssárgás, hanem sárgás gyűrűjűek.

## Fordítás
- Ez a szócikk részben vagy egészben a Brun gräsfjäril című svéd Wikipédia-szócikk ezen változatának fordításán alapul.  Az eredeti cikk szerkesztőit annak laptörténete sorolja fel. Ez a jelzés csupán a megfogalmazás eredetét és a szerzői jogokat jelzi, nem szolgál a cikkben szereplő információk forrásmegjelöléseként.